# دوره پنجم مجلس خبرگان رهبری
دورهٔ پنجم مجلس خبرگان رهبری یا خبرگان پنجم روز ۴ خرداد ۱۳۹۵ آغاز به کار کرد. دوره‌های خبرگان ۸ ساله است. انتخابات این دوره مجلس خبرگان در ۷ اسفند ۱۳۹۴ همراه با انتخابات دوره دهم مجلس شورای اسلامی برگزار شد. این دوره ۸۸ نماینده داشت.
احمد جنتی در پنجمین دوره مجلس خبرگان رهبری در رقابت با سید محمود هاشمی شاهرودی و ابراهیم امینی با ۵۱ رأی رئیس مجلس خبرگان شد.

## هیئت رئیسه دوره پنجم مجلس خبرگان
هیئت رئیسه دوره پنجم شامل رئیس، دو نایب‌رئیس، دو منشی و دو کارپرداز:
- رئیس: احمد جنتی (از آغاز دوره خرداد ۱۳۹۵)
- نایب‌رئیس اول: محمدعلی موحدی کرمانی (از خرداد ۱۳۹۵) -> سید محمود هاشمی شاهرودی (از اسفند ۱۳۹۶) -> سید ابراهیم رئیسی (از اسفند ۱۳۹۷)[۴] -> محمدعلی موحدی کرمانی (از اسفند ۱۳۹۹) سید ابراهیم رئیسی (از اسفند ۱۴۰۱)[۵]
- نایب‌رئیس دوم: سید محمود هاشمی شاهرودی (از خرداد ۱۳۹۵) -> محمدعلی موحدی کرمانی (از اسفند ۱۳۹۶) -> سید ابراهیم رئیسی (از اسفند ۱۳۹۹) -> سید هاشم حسینی بوشهری (از اسفند ۱۴۰۱)
- منشی اول: سید احمد خاتمی (از خرداد ۱۳۹۵)
- منشی دوم: قربانعلی دری نجف‌آبادی (از خرداد ۱۳۹۵) -> عباس کعبی (از اسفند ۱۳۹۶)
- کارپرداز اداری و مالی: سید ابراهیم رئیسی (از خرداد ۱۳۹۵) -> محسن قمی (از اسفند ۱۳۹۷)
- کارپرداز فرهنگی: سید هاشم حسینی بوشهری (از خرداد ۱۳۹۵) -> محسن اراکی (از اسفند ۱۴۰۱)

## پراکندگی کرسی‌ها
پراکندگی ۸۸ کرسی مجلس خبرگان رهبری در استان‌های ایران:
| استان | کرسی |
| --- | ---- |
| تهران | ۱۶   |
| خراسان رضوی، خوزستان                                                                                              | ۶    |
| اصفهان، فارس، آذربایجان شرقی                                                                                      | ۵    |
| گیلان، مازندران                                                                                                   | ۴    |
| آذربایجان غربی، کرمان                                                                                             | ۳    |
| اردبیل، البرز، سیستان و بلوچستان، قزوین، کردستان، کرمانشاه، گلستان، لرستان، مرکزی، همدان                          | ۲    |
| ایلام، بوشهر، چهارمحال و بختیاری، خراسان جنوبی، خراسان شمالی، زنجان، سمنان، قم، کهگیلویه و بویراحمد، هرمزگان، یزد | ۱    |